# Сі Рігулен
Сі Рігулен (кит.: 斯日古楞; нар. 16 травня 1980, Внутрішня Монголія) — китайський борець вільного стилю, чемпіон, срібний та бронзовий призер чемпіонатів Азії, учасник Олімпійських ігор.

## Життєпис
Боротьбою почав займатися з 1994 року. 
Виступав за борцівський клуб Namenggu. Тренер — Гон Вей.

## Спортивні результати на міжнародних змаганнях

### Виступи на Олімпіадах
| Змагання                    | Збірна | Вагова категорія          | Місце |
| --------------------------- | ------ | ------------------------- | ----- |
| Літні Олімпійські ігри 2008 | Китай  | вільна боротьба, до 74 кг | 12    |

### Виступи на Чемпіонатах світу
| Змагання                        | Збірна | Вагова категорія          | Місце |
| ------------------------------- | ------ | ------------------------- | ----- |
| Чемпіонат світу з боротьби 2003 | КНР    | вільна боротьба, до 74 кг | 15    |
| Чемпіонат світу з боротьби 2005 | КНР    | вільна боротьба, до 74 кг | 14    |
| Чемпіонат світу з боротьби 2006 | КНР    | вільна боротьба, до 74 кг | 15    |
| Чемпіонат світу з боротьби 2011 | КНР    | вільна боротьба, до 84 кг | 23    |

### Виступи на Чемпіонатах Азії
| Змагання                       | Збірна | Вагова категорія          | Місце  |
| ------------------------------ | ------ | ------------------------- | ------ |
| Чемпіонат Азії з боротьби 2005 | КНР    | вільна боротьба, до 74 кг | Золото |
| Чемпіонат Азії з боротьби 2006 | КНР    | вільна боротьба, до 74 кг | Срібло |
| Чемпіонат Азії з боротьби 2008 | КНР    | вільна боротьба, до 74 кг | 5      |
| Чемпіонат Азії з боротьби 2009 | КНР    | вільна боротьба, до 84 кг | Бронза |
| Чемпіонат Азії з боротьби 2011 | КНР    | вільна боротьба, до 84 кг | 7      |

### Виступи на Азійських іграх
| Змагання           | Збірна | Вагова категорія          | Місце |
| ------------------ | ------ | ------------------------- | ----- |
| Азійські ігри 2002 | КНР    | вільна боротьба, до 74 кг | 4     |
| Азійські ігри 2006 | КНР    | вільна боротьба, до 74 кг | 12    |

### Виступи на інших змаганнях
| Змагання                                                         | Збірна | Вагова категорія          | Місце |
| ---------------------------------------------------------------- | ------ | ------------------------- | ----- |
| Олімпійський кваліфікаційний турнір з боротьби 2004 (Братислава) | КНР    | вільна боротьба, до 74 кг | 19    |
| Олімпійський кваліфікаційний турнір з боротьби 2004 (Софія)      | КНР    | вільна боротьба, до 74 кг | 15    |
| Міжнародний меморіал Дейва Шульца 2007                           | КНР    | вільна боротьба, до 74 кг | 4     |
| Олімпійський кваліфікаційний турнір з боротьби 2008 (Мартіні)    | КНР    | вільна боротьба, до 74 кг | 11    |
| Золотий Гран-прі з боротьби 2009                                 | КНР    | вільна боротьба, до 84 кг | 5     |
| Олімпійський кваліфікаційний турнір з боротьби 2012 (Тайюань)    | КНР    | вільна боротьба, до 84 кг | 5     |
| Київський Міжнародний турнір з боротьби 2013                     | КНР    | вільна боротьба, до 84 кг | 15    |